# 山内広通 (大隅守)
山内 広通（やまのうち ひろみち）は、安土桃山時代から江戸時代初期にかけての武将。毛利家家臣で長州藩士。父は山内隆通。

## 生涯
天正2年（1574年）、備後国恵蘇郡地毘荘本郷の甲山城を本拠とした国人・山内隆通の次男として生まれる。
天正7年（1579年）7月15日、兄の元通が33歳で死去。元通には庶子の千法師（後の佐々部元宗）がいたが、父・隆通は幼少の広通を元通の養子とし、熊谷信直と宍戸隆家を通じて吉川元春に働きかけ、広通への家督相続の許可を毛利輝元に求めた。輝元は同年8月17日に宍戸隆家宛ての書状において広通の家督相続の許可を出した。隆通と広通はその御礼として、輝元に太刀一腰と青毛の馬一疋、宍戸隆家に太刀一腰と馬代を贈っている。
天正14年（1586年）6月24日、輝元の加冠を受けて元服し、「広」の一字を与えられて「広通」と名乗った。同年10月15日に父・隆通が死去したため、家督を相続する。
天正20年（1592年）4月から始まる文禄の役では、吉川広家の軍に属して武功を挙げ、文禄3年（1594年）に帰国。さらに、慶長2年（1597年）には慶長の役で再び朝鮮へ渡海し、翌慶長3年（1598年）に帰国した。朝鮮における武功は祖式宗安と杉岡是閑が証人となり、輝元から感状を与えられた。
慶長5年（1600年）8月24日、伊勢国の安濃津城の戦いでは天野元政の軍に属して武功を挙げた。
慶長17年（1612年）10月5日、毛利秀就から「肥前守」の受領名を与えられる。また、元和6年（1620年）8月1日には「大隅守」の受領名を与えられた。
寛永8年（1631年）8月27日に死去。享年58。嫡男の元資が跡を継いだ。